# Kill City
Kill City es un álbum de estudio de los músicos estadounidenses Iggy Pop y James Williamson, publicado en noviembre de 1977 por la discográfica Bomp! Records.

## Lista de canciones
Todas escritas por Iggy Pop y James Williamson, excepto "Master Charge", escrita por Williamson y Scott Thurston. 

| Lado A |                  |          |  |
| N.º    | Título           | Duración |  |
| 1.     | «Kill City»      | 2:20     |  |
| 2.     | «Sell Your Love» | 3:36     |  |
| 3.     | «Beyond the Law» | 3:00     |  |
| 4.     | «I Got Nothin'»  | 3:23     |  |
| 5.     | «Johanna»        | 3:03     |  |
| 6.     | «Night Theme»    | 1:20     |  |

| Lado B |                         |          |  |
| N.º    | Título                  | Duración |  |
| 7.     | «Night Theme (Reprise)» | 1:04     |  |
| 8.     | «Consolation Prizes»    | 3:17     |  |
| 9.     | «No Sense of Crime»     | 3:42     |  |
| 10.    | «Lucky Monkeys»         | 3:37     |  |
| 11.    | «Master Charge»         | 4:33     |  |

## Personal
- Iggy Pop, voz
- James Williamson, guitarra
- Scott "Troy" Thurston, teclado, bajo
- Brian Glascock, batería, percusión
- Steve Tranio, bajo
- Tony "Fox" Sales, coros y bajo
- Hunt Sales, batería y coros
- John "The Rookie" Harden, saxofón
- Gayna, coros